# Nave shuinsen

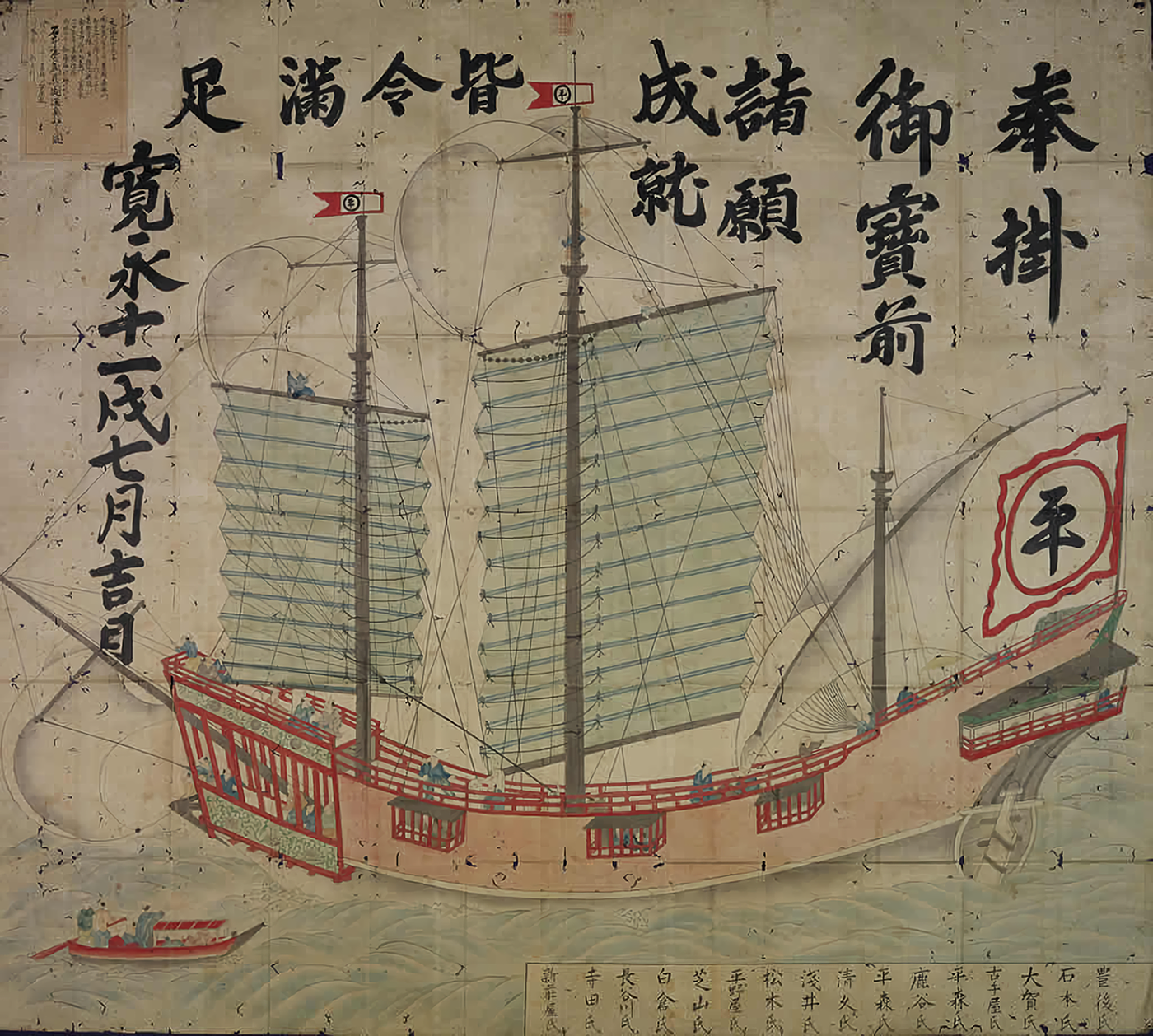
1634, una nave shuinsen giapponese che incorpora tecnologie occidentali, come vele quadrate e latine, e stile della poppa e del timone. Normalmente queste navi erano armate con un numero di cannoni da 6 a 8. Museo delle Scienze Navali di Tokyo.

Le navi shuinsen (in giapponese 朱印船?, shuinsen, "sigillo rosso") erano navi mercantili a vela giapponesi armate e destinate ai porti del sudest asiatico, con un permesso distribuito dallo shogunato Tokugawa nella prima metà del XVII secolo. Il termine shuinsen, ovvero "sigillo vermiglio", deriva dal permesso che consisteva appunto in un sigillo rosso.

## Sistema
Tokugawa Ieyasu primo governante dei Tokugawa concedeva le patenti rosse ai suoi signori feudali favoriti ed ai grandi mercanti interessati al commercio con l'estero. Così facendo poteva controllare i commercianti giapponesi e ridurre la pirateria nei mari del sud. Inoltre si ha notizia che anche 12 residenti europei e 11 cinesi, inclusi William Adams e Jan Joosten, abbiano ottenuto questo permesso. Navi portoghesi, spagnole, olandesi, britanniche e governanti asiatici proteggevano le navi shuinsen per via dei legami diplomatici con lo Shogun giapponese. Solo la Cina non ebbe niente a che fare con questa pratica, poiché l'Impero cinese proibiva ufficialmente alle navi giapponesi di entrare nei porti cinesi. Ma gli ufficiali Ming non furono in grado di impedire ai contrabbandieri cinesi di far vela per il Giappone.

## Destinazioni
Tra il 1600 e il 1635, più di 350 navi giapponesi si recarono oltremare con questo sistema di permessi. I loro equipaggi erano internazionali, perché molti piloti ed interpreti cinesi, portoghesi e olandesi si univano agli equipaggi. I maggiori porti del sudest asiatico tra la spagnola Manila, la vietnamita Hội An, la siamese Ayutthaya, Pattani in Malaysia, davano il benvenuto alle pacifiche navi mercantili giapponesi e molti giapponesi si stabilirono in questi porti, formando piccole enclave giapponesi. Un avventuriero giapponese, Yamada Nagamasa, divenne molto influente in quel periodo nel regno del Siam (l'odierna Thailandia), che ottenne i sigilli vermigli per 29 delle proprie navi tra il 1604 e il 1635.

## Importazioni ed esportazioni
Le navi mercantili giapponesi esportavano argento, diamanti, rame, spade e altri artefatti e importavano seta cinese così come altri prodotti del sudest asiatico (come zucchero e pelle di daino). Pepe e spezie venivano importate raramente dai giapponesi, che erano in prevalenza buddhisti e non mangiavano molta carne. Molto intenso fu anche il commercio di armi da fuoco e degli elementi necessari per produrre la polvere da sparo. Oltre ad importare prodotti per il fabbisogno interno ed esportare i propri prodotti in Giappone, i porti del Sudest asiatico fornivano il punto d'incontro tra navi cinesi e giapponesi.

## Fine del sistema
Nel 1635, lo shogunato Tokugawa, temendo l'influenza dei cristiani proibì ai cittadini giapponesi di viaggiare oltremare, pertanto ponendo fine a questi commerci. Questa misura venne quietamente approvata dagli europei, specialmente la Compagnia olandese delle Indie orientali, che vedevano ridursi la loro competizione.